# Bairro da Abrótea
O Bairro da Abrótea é um conjunto habitacional na cidade de Lagos, em Portugal.

## História
Os primeiros dois edifícios do bairro foram construídos ao abrigo do programa Fundo de Fomento da Habitação, criado pelo Decreto-Lei n.º 49033/69, de 28 de Maio, para mitigar o problema da falta de habitação entre as pessoas que não eram beneficiárias da Caixas de Previdência ou outras instituições do mesmo género. Em 28 de Dezembro de 1972 foi oficialmente concluída a empreitada nº 13/A, relativa à construção do bairro. Posteriormente foram construídos os outros três blocos, embora já fora do âmbito do Fundo de Fomento da Habitação. As obras de urbanização do local foram feitas pela Câmara Municipal de Lagos.
Este programa foi extinto pelo Decreto-Lei n.º 214/82, de 29 de Maio, embora o processo tenha-se arrastado até 1987, sendo entretanto responsável pelos empreendimentos a Comissão Liquidatária do Fundo de Fomento da Habitação. Em 26 de Fevereiro de 1987 foi criado o Instituto de Gestão e Alienação do Património Habitacional do Estado, que ficou com o antigo património do Fundo, e em Julho de 2007 foi fundado o Instituto da Habitação e da Reabilitação Urbana, que é o proprietário do Bairro da Abrótea.

## Descrição
O Bairro da Abrótea consiste num conjunto de cinco edifícios multifamiliares, formando quarteirões abertos. Cada edifício está dividido em oito apartamentos de tipologia T3, dois em cada piso. Os cinco edifícios partilham os mesmos planos, mas devido à sua construção em fases distintas, três destes apresentam pequenas diferenças, principalmente na presença dos vãos horizontais na fachada da caixa das escadas.